# Sydvietnam
Sydvietnam även benämnt Republiken Vietnam var en självständig stat i Sydöstasien åren 1954–1975. Som en konsekvens av Vietnamkriget är landet sedan 2 juli 1976 en del av det enade Vietnam. Förste president för Sydvietnam var Ngo Dinh Diem (1955–1963). Efter en tid av instabilitet då landet styrdes av en rad juntor blev Nguyen Van Thieu president och styrde landet åren 1967–1975.

## Historik
Landet skapades efter Indokinakriget då Frankrike med stöd från USA inte ville acceptera fredsavtalet om en tillfällig delning av Vietnam följt av en folkomröstning om landets framtid. Sydvietnam var en starkt centraliserad stat som var styrd på alla nivåer av den sydvietnamesiska militären. Regionala befälhavare var ansvariga inför president Diem men var förbjudna att samarbeta med varandra. Staten var även landets största markägare då den övertagit mark från franska bosättare efter upplösningen av Franska Indokina i samband med Indokinakriget.
Sydvietnam var under hela sin existens beroende av massivt amerikanskt ekonomiskt och militärt bistånd. Vietnamkriget ledde till en våg av urbanisering när internflyktingar från landsbygden sökte sig till städerna. I södra Vietnam hade ditintills majoriteten av befolkningen bott på landet och ägnat sig åt risodling. Ny sysselsättning fanns i tjänstesektorn (inklusive en svart sektor med prostitution och narkotikalangning) på och runt de stora amerikanska militärbaserna i landet. Den sydvietnamesiska militären växte mycket under denna tid och var därför även en stor arbetsgivare även om lönerna ofta var väldigt låga (detta eftersom man försökte undvika inflation). De låga lönerna resulterade i sin tur i att sydvietnamesiska soldater ofta ägnade sig åt plundring av den egna befolkningen.